# Натурщица (фильм)
«Натурщица» — фильм Татьяны Воронецкой, снят по рассказу Юрия Нагибина «Трое и одна, и ещё один».

## Сюжет
Начало 20 века. В жаркий, летний день в Тифлис из-за границы приезжает пара: светская львица Софья Пшибышевская и деловой человек Владислав Эшенбах. Её окружают талантливые художники и поэты, художники пишут её портреты, а поэты посвящают ей стихи. Он ревнует её. Взаимоотношения как натянутая нить, которая может лопнуть в любое время, но неизвестно когда это случится. Драма отношений двух людей, на фоне событий предреволюционной России.

## Актёры
- Виктория Толстоганова — Софья Пшибышевская
- Даниил Спиваковский — Владислав Эшенбах
- Николай Фоменко — Николай Карпов
- Даниил Страхов — Андрей Позднышев
- Виталий Егоров — Эдвард Мунк
- Татьяна Кравченко — дама
- Марк Рудинштейн — банкир
- Людмила Полякова — Людмила Полякова
- Ерванд Арзуманян
- Шота Гамисония — хозяин гостиницы
- Мария Леонова — вдова брата Познышева
- Александр Кульков — проводник
- Марина Орлова — Аня, дочь дамы